# Thiès (região)
Thiès é uma das catorze regiões que dividem o Senegal.

## Departamentos
A região de Thiès está dividida em três departamentos:
- Mbour
- Thiès
- Tivaouane

## Demografia
| População da região de Thiès (2008–2015) | População da região de Thiès (2008–2015) | População da região de Thiès (2008–2015) | População da região de Thiès (2008–2015) | População da região de Thiès (2008–2015) | População da região de Thiès (2008–2015) | População da região de Thiès (2008–2015) | População da região de Thiès (2008–2015) |
| ---------------------------------------- | ---------------------------------------- | ---------------------------------------- | ---------------------------------------- | ---------------------------------------- | ---------------------------------------- | ---------------------------------------- | ---------------------------------------- |
| 2008                                     | 2009                                     | 2010                                     | 2011                                     | 2012                                     | 2013                                     | 2014                                     | 2015                                     |
| 1.570.150                                | 1.610.052                                | 1.658.445                                | 1.698.412                                | 1.743.707                                | 1.791.172                                | 1.839.401                                | 1.888.337                                |